# Santiago Vázquez (Montevideo)

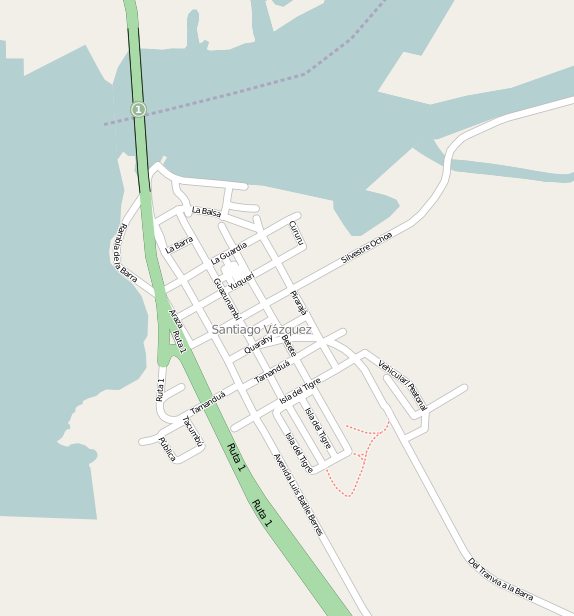
Ortsplan von Santiago Vázquez

Santiago Vázquez ist eine Ortschaft innerhalb des Barrio Paso de la Arena am westlichen Stadtrand der uruguayischen Hauptstadt Montevideo. Sie ist nach dem uruguayischen Politiker Santiago Vázquez (1787–1847) benannt. Im Jahr 2004 hatte der Ort 1.482 Einwohner.
Die Ortschaft liegt unmittelbar an der Mündung des Río Santa Lucía in den Río de la Plata. Im Mündungsdelta des Río Santa Lucía liegt westlich vorgelagert die Isla del Tigre. Von Santiago Vázquez führen die Brücke Puente Alfredo Zitarrosa im Zuge der Ruta 1 und eine ältere Fachwerkbrücke nach Delta del Tigre y Villas, einem Barrio von Ciudad del Plata.